# Åsa Nelvin
Åsa Kerstin Nelvin, född 3 juni 1951 i Göteborg, död där 18 augusti 1981, var en svensk författare och poet, utgiven på bland annat Norstedts Förlag. Hon hann ge ut fem böcker innan hon begick självmord 1981.

## Biografi
Åsa Nelvin föddes 1951 i Göteborg som andra barnet till Sven-Åke och Inga Nelvin. När hon var i treårsåldern flyttade familjen till en gul villa på Hisingen, Göteborg, som i De vita björnarna utgör gränsen mellan två världar. Sju år senare avled Inga Nelvin och Åsa skickades att bo med släktingar i Skåne. Den traumatiska upplevelsen är ett återkommande tema i Nelvins författarskap. Barndomen präglades av ensamhet och utanförskap. Nelvin var tystlåten, "stum, på gränsen till analfabet" som hon uttrycker det i en intervju. "Jag talade skånska i Göteborg och göteborgska i Skåne - det var alltid fel dialekt". Svårigheterna hade förmodligen betydelse för Nelvins yrkesval. "[...]man skaffar sig andra sätt att kommunicera. Det kan leda till att man övervärderar sitt skrivande, att det tar sådana dimensioner att man tänker att detta är min enda räddning" berättar Nelvin i ett radioprogram.
Åsa Nelvin var en mångbegåvad person. Hon började tidigt skriva sagor och berättelser. Hon målade, tecknade och gjorde små dockskåpsliknande installationer. Helst ville hon dock bli skådespelare, och hon tog tidigt teaterlektioner. 15 år gammal antogs hon, trots sin ringa ålder, till Statens scenskola i Göteborg, och blev därmed skolans yngsta elev någonsin. I klassen fanns bland andra Viveka Seldahl och Jan Holmquist, som lärare hade hon Yat Malmgren i scenframställning. Hon hoppade dock av utbildningen redan efter ett halvår, kanske för att hon inte riktigt passade in bland de äldre eleverna, men fick istället en stor roll i Bengt Bratts TV-serie Friställd, som visades i tio avsnitt under 1969. Nelvin spelade dottern i familjen, Yvonne. Sonen i familjen spelades av Lars Green. Jackie Söderman var regissör.

## Författarskap
Åsa Nelvin debuterade 1969, 18 år gammal, med barnboken De vita björnarna (Rabén & Sjögren). Boken, som illustrerades av Hans Arnold, har mycket mörka inslag, där själva fasan är gestaltad i "den grå". Det har diskuterats om De vita björnarna inte skall läsas som en "barnbok" för vuxna: "[...]barnboksformen har en berättarstrategisk funktion för Nelvin, där den naiva barngestalten fungerar som en retorisk position att betrakta omvärlden utifrån, och där vissa sagoelement korrelerar med de frågor hon vill behandla i sin litteratur" skriver till exempel Marie Öhman i sin doktorsavhandling (2007). Astrid Lindgren, som var barnboksredaktör på Rabén & Sjögren, skriver i ett brev till Nelvin: "[...]jag tvivlar inte på att ni en dag blir författarinna - på det ena eller andra området, kanske blir det sagor för vuxna ni kommer att skriva, kanske lyrik, det finns mycket som tyder på det." Nelvins andra bok Det lilla landet (Bonniers  1971) var en barnbok av liknande karaktär.
Nelvin skrev därefter två romaner: Tillflyktens hus (Norstedts, 1975) och Kvinnan som lekte med dockor (Norstedts, 1977). Hennes sista bok blev Gattet (Norstedts, 1981), en kritikerrosad diktsamling med drag av prosalyrik, som kretsandes kring intensiva episoder ur Nelvins barndom. Gattet fick ett mycket respektfullt mottagande när den kom ut 1981, några veckor efter att Nelvin tagit sitt liv.

## Kritik
70-talets kritikerkår uttryckte sig uppskattande om Nelvins stilistik och konstnärliga begåvning, men hade svårt att acceptera frånvaron av en tydlig social agenda. Etiketter som socialrealism eller "kvinnolitteratur" gjorde inte Nelvins författarskap rättvisa, även om flera av böckerna bär sådana drag. Hennes tidiga utgivning inspirerades tydligt av en så "reaktionär" författare som J.R.R. Tolkien. Och hennes romaner är mörka, absurda, självironiska och fulla av svart humor - på ett sätt som rimmar illa med 1970-talets litterära ideal.
Under 1980-talet kom Nelvins författarskap allt mer att falla i glömska. Litteraturvetaren Marie Öhman disputerade 2007 på en avhandling om Åsa Nelvin, varpå hennes författarskap uppmärksammades på en rad kultursidor. Så här skriver till exempel Mikael van Reis i Göteborgs-Posten den 17 februari 2008: 
| ” | "Åsa Nelvin (1951–1981) minns jag från sjuttiotalet. Jag som andra passerade henne vid stadsbibliotekets utlåningsdisk där hon satt lite sfinxlik med stora glasögon. Hon utstrålade både integritet och tunnväggighet. I ett annars glest litterärt decennium skulle man ha koll på henne." | „ |

## Bildgalleri

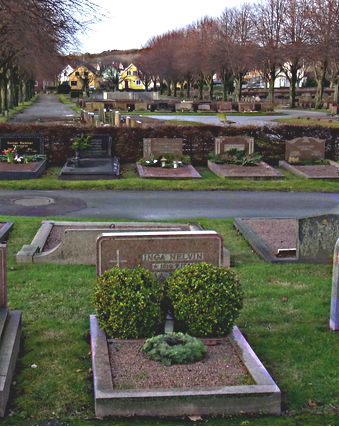
Gravplats för Åsa Nelvin, Lundby Nya begravningsplats, Hisingen